# Chaunus ornatus
Chaunus ornatus là một loài cóc trong họ Bufonidae.
Nó được tìm thấy ở Brasil và có thể Argentina.
Các môi trường sống tự nhiên của chúng là các khu rừng ẩm ướt đất thấp nhiệt đới hoặc cận nhiệt đới, sông, và hồ nước ngọt có nước theo mùa. Loài này đang bị đe dọa do mất nơi sống.

## Hình ảnh

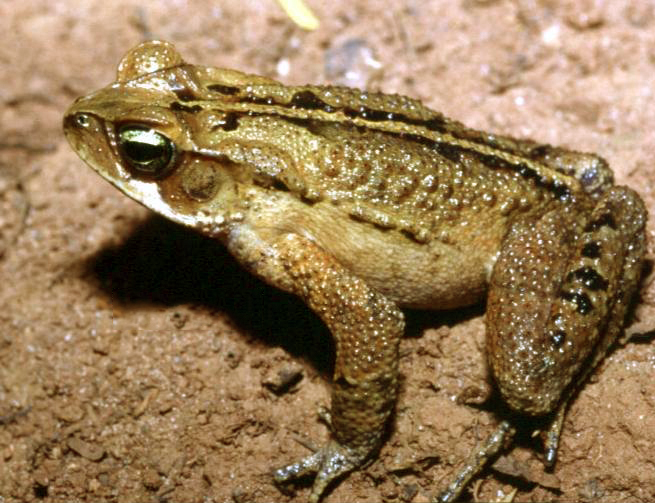
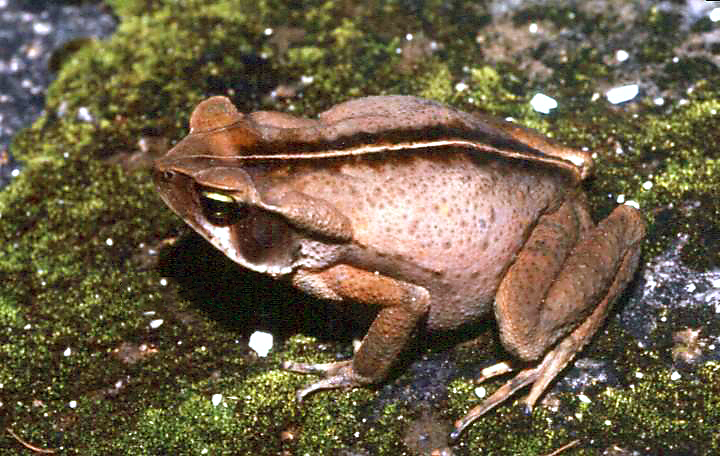
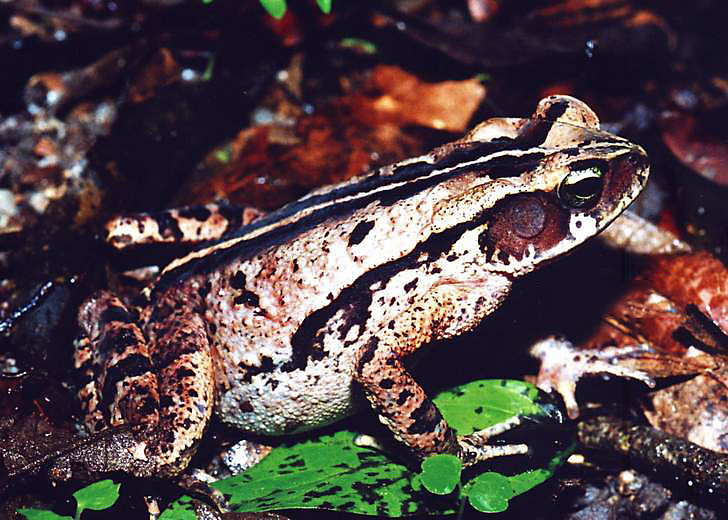